# Laeosopis lusitanica
Laeosopis lusitanica är en fjärilsart som beskrevs av Otto Staudinger 1892. Laeosopis lusitanica ingår i släktet Laeosopis och familjen juvelvingar. Inga underarter finns listade i Catalogue of Life.